# Église Saint-Ouen de Caen
Pour les articles homonymes, voir Église Saint-Ouen.
L'église Saint-Ouen de Caen est une église paroissiale catholique dédiée à saint Ouen, située dans la ville de Caen (quartier Saint-Ouen). L'église fait l’objet d’une inscription au titre des monuments historiques depuis 1928.

## Histoire
L'église est fondée dans les années 1070, lors de la translation des reliques de saint Ouen de Rouen à Rots, et son patronage est donné à l'abbaye aux Hommes dans une deuxième charte en 1077. Il ne s'agit à l'origine que d'une succursale sous forme d'une chapelle bien que la charte faisait référence à l'église Saint-Ouen de Villers.
La première référence à la paroisse Saint-Ouen apparait en 1494 dans le pouillé du diocèse de Bayeux, la paroisse apportant la plus faible des contributions des paroisses de la ville. La paroisse faisait partie du doyenné de Caen, dans le diocèse de Bayeux. Il était situé dans le Bourg-l'Abbé.
L'ordonnance du 12 juillet 1791, qui réduit le nombre des paroisses caennaises de treize à sept, incorpore à la paroisse Saint-Étienne celle de Saint-Ouen ; l'église conserve la qualité de succursale. Elle redevient une église paroissiale en 1803 à la suite d'une pétition des habitants de Villers.
L’église était le siège de l’importante Confrérie des tanneurs .
Le cimetière de l'église est fermé en 1884 à cause de sa superficie trop réduite.
En décembre 2022, l'église est fermée au public après une visite de contrôle qui a révélé des problèmes structurels mettant en péril le bâtiment. L'église étant bâtie sur des fonds marécageux, le sol humide bouge, ce qui provoque plusieurs fissures dans les murs et l'affaissement d'une partie de la charpente.

## Architecture
Les retables du XVIIe siècle dans les transepts nord et sud sont inscrits monuments historiques en tant qu'objet,.

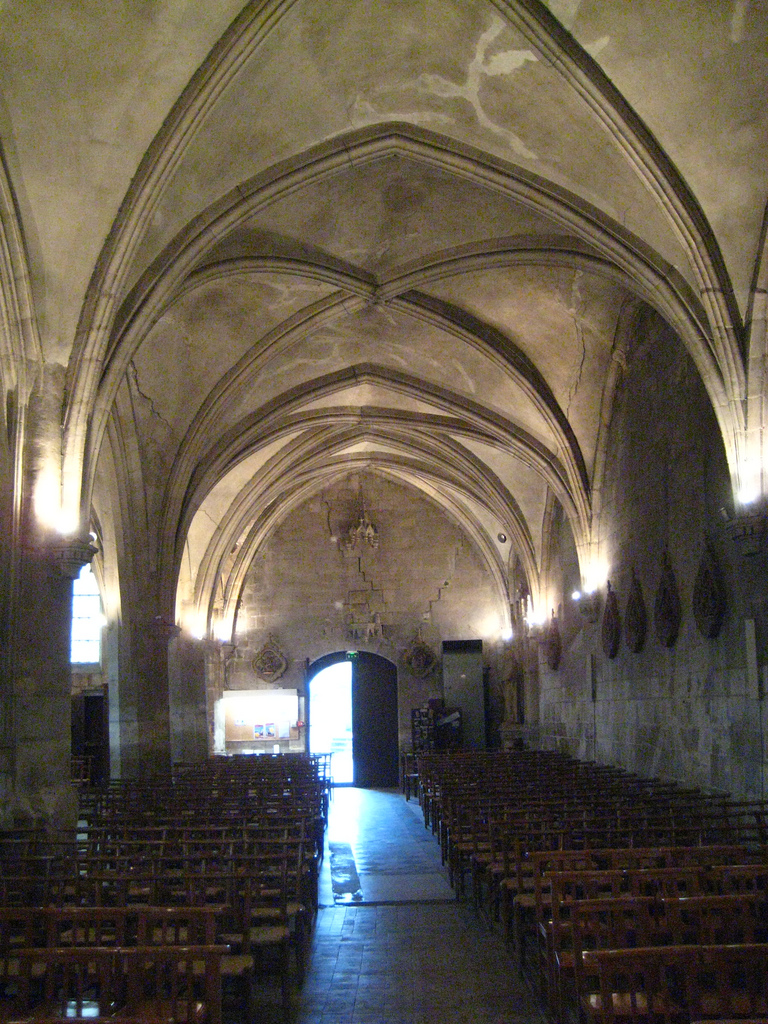
Nef.
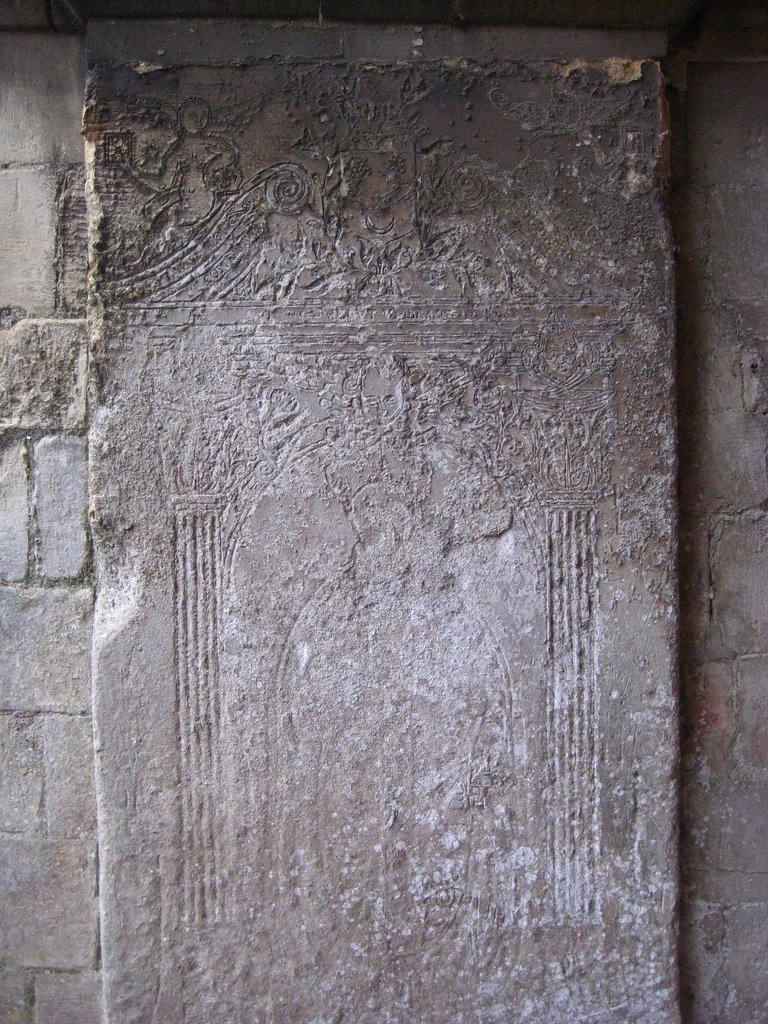
Pierre tombale encastrée sous le porche.
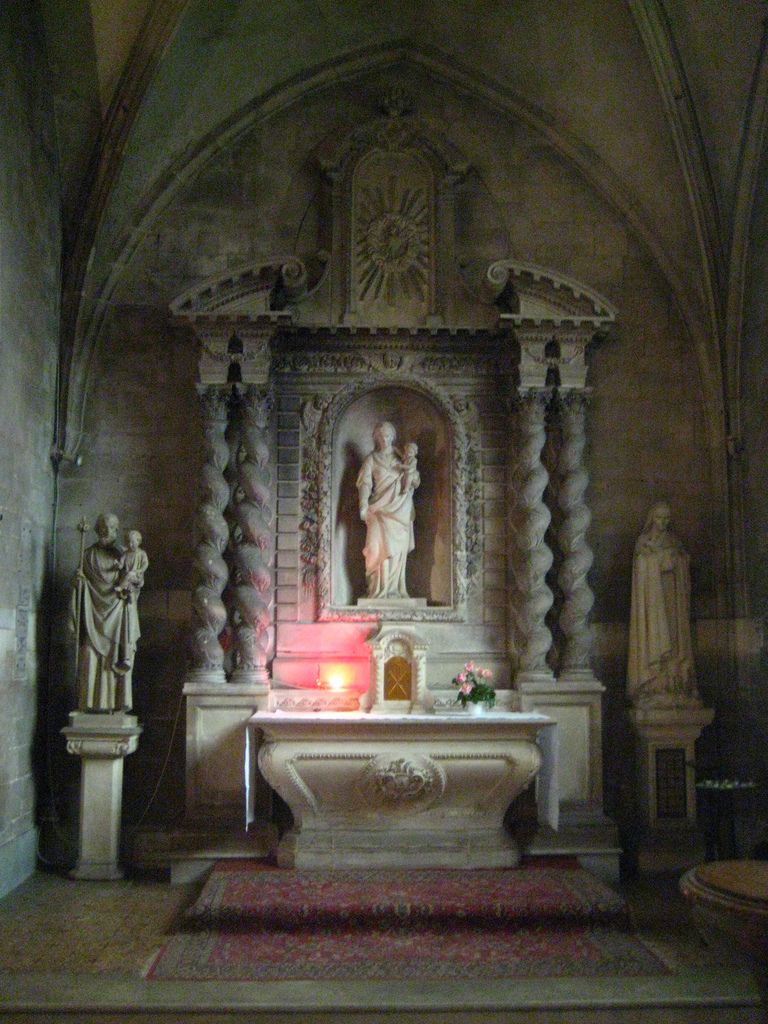
Autel du transept sud.
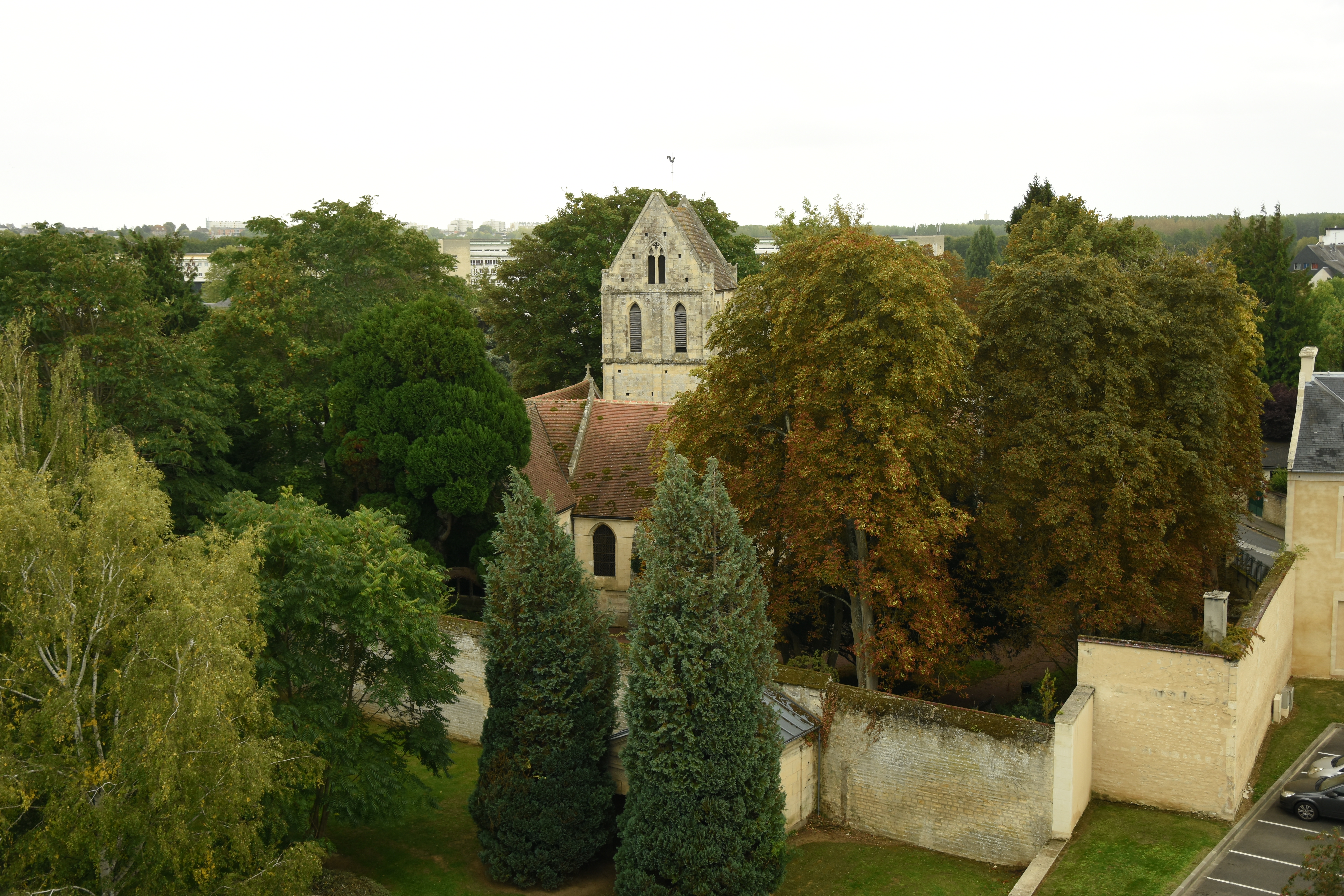
Vue nord-ouest.